# Franz Beckert
Franz Beckert   (Titisee-Neustadt, 13 de març de 1907 - Titisee-Neustadt, 7 de setembre de 1973) va ser un gimnasta artístic alemany que va competir durant la dècada de 1930.
El 1936 va prendre part en els Jocs Olímpics de Berlín, on disputà vuit proves del programa de gimnàstica. Guanyà la medalla d'or en la prova del concurs complet per equips, mentre en les proves individuals destaca la cinquena posició aconseguida en la modalitat d'anelles. El 1934 va guanyar la medalla de bronze en la prova per equips del Campionat del Món de gimnàstica artística.
Va lluitar al Front Oriental de la Segona Guerra Mundial, on fou fet presoner pels soviètics fins al 1949.